# Rørforstærker
En rørforstærker er en form for elektronisk forstærker, som gør brug af elektronrør i stedet for f.eks. transistorer. Ligesom alle andre former for elektroniske forstærkere, kan en rørforstærker forøge et signals styrke og/eller amplitude — typisk (men ikke altid) handler det om lyd- eller radiofrekvenssignaler.
Lav- til middelstyrke-rørforstærkere til frekvenser under mikrobølger blev generelt erstattet af andre  typer forstærkere i 1960'erne og 1970'erne, da rørene havde kortere levetid, ringere linearitet og krævede dyrere kredsløb (anode-, gløde- og udgangstransformator). 
Rørforstærkere bruges i dag blandt andet til guitarforstærkere og audiofile stereoforstærkere, hvor rørenes s-kurve giver en blødere klipning og dermed en helt anden lyd end en transistorforstærker. Rørforstærkere bruges også steder, hvor den høje effekt umuliggør brug af transistorer, såsom militærprogrammer (deriblandt radar) og meget kraftige radio og UHF-tv-sendere. Moderne radarer er konstrueret efter helt andre principper end de gamle magnetron-radarer, og er derfor uden rør.
| Elektronik | Spire Denne artikel om elektronik er en spire som bør udbygges. Du er velkommen til at hjælpe Wikipedia ved at udvide den. |